# Oratorio di San Lorenzo (Cogoleto)
L'oratorio di San Lorenzo è un luogo di culto cattolico situato nel comune di Cogoleto, in lungomare Santa Maria, nella città metropolitana di Genova.

## Storia e descrizione

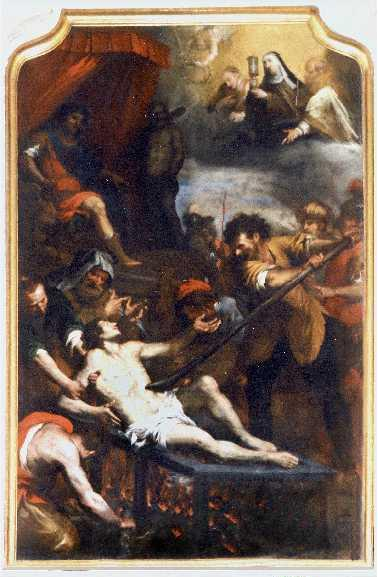
Il dipinto Martirio di san Lorenzo di Giovanni Battista Carlone.

Adiacente alla parrocchiale di santa Maria Maggiore, sulla data dell'ipotetica costruzione dell'oratorio non esistono fonti storiche che ne riportino l'evento; probabilmente è stato edificato nel 1200.
La struttura è nel suo complesso molto antica e fu nei secoli molto importante per la popolazione cogoletese grazie anche alla presenza della Confraternita di San Lorenzo; quest'ultima, fondata presumibilmente nel 1300, l'anno nel quale muore Zane Truffa, probabile fondatore della confraternita. Il suo nome apre infatti il registro storico con l'elenco dei confratelli fino al 1855, il quale veniva letto prima della celebrazione della Santa Messa della commemorazione dei defunti.
Nell'oratorio si svolse il 26 luglio del 1656 la riunione del Generale Parlamento dove si decise un maggiore acquisto di generi alimentari per fronteggiare adeguatamente la già vicina epidemia della peste che, in seguito, sconvolgerà l'intero comprensorio ligure. Nel 1820 la confraternita di san Lorenzo contava ben 120 confratelli.
All'interno è custodita una tela del pittore genovese Giovanni Battista Carlone avente per soggetto il Martirio di san Lorenzo; all'esterno è invece presente un bassorilievo dello scultore Antonio Brilla di Savona anch'esso raffigurante il santo. Inoltre sono esposte alcune pregevoli opere del pittore Gino Grimaldi, dipinte durante la permanenza all'ospedale psichiatrico di Pratozanino.